# Minérva Mallióri
Minérva Melpoméni Mallióri (grec moderne : Μινέρβα Μελπομένη Μαλλιώρη), née le 30 août 1952 à Patras, est une femme politique grecque.

## Biographie
Membre du Mouvement socialiste panhellénique, Minérva Mallióri est députée européenne de 1999 à 2004.
Elle est professeure émérite de psychiatrie à l'université d'Athènes. 
Elle fait partie du comité directeur de l'Observatoire européen des drogues et des toxicomanies depuis 1994.